# Apodemus draco
Apodemus draco е вид бозайник от семейство Мишкови (Muridae). Видът е незастрашен от изчезване.

## Разпространение
Разпространен е в Индия, Китай и Мианмар.

## Описание
Популацията на вида е стабилна.